# Liparis cardiophylla
Liparis cardiophylla är en orkidéart som beskrevs av Oakes Ames. Liparis cardiophylla ingår i släktet gulyxnen, och familjen orkidéer.
Artens utbredningsområde är Jamaica. Inga underarter finns listade i Catalogue of Life.